# Saporischschja

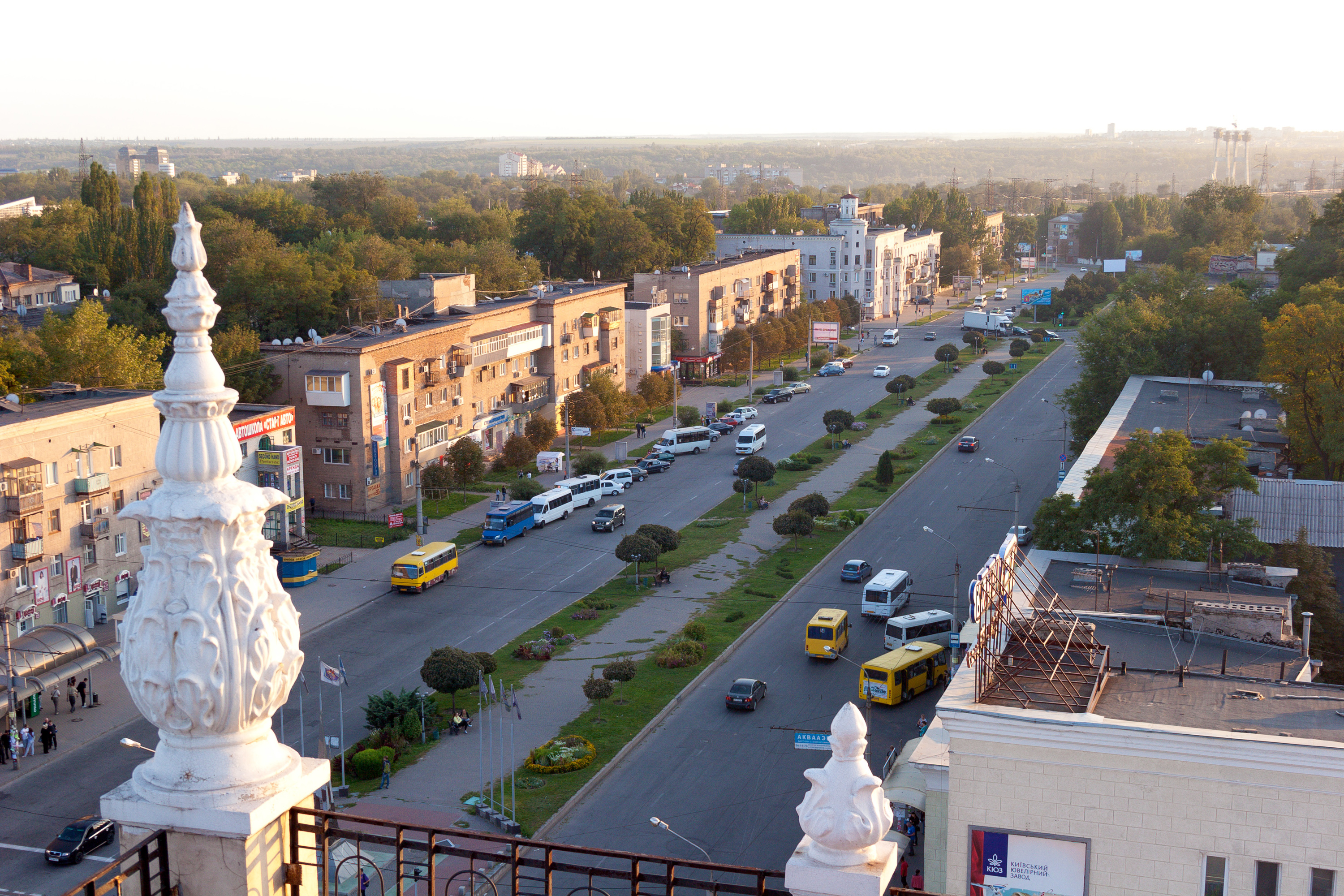
Hauptstraße in Saporischschja

Saporischschja (ukrainisch Запоріжжяⓘ Zaporižžja [zɐpoˈr⁽ʲ⁾iʒʲːɐ], russisch Запорожье Saporoschje; früher ukrainisch Олександрівськ Oleksandriwsk, russisch Александровск Aleksandrowsk) ist die Hauptstadt der Oblast Saporischschja in der südlichen Ukraine und mit etwa 550.000 Einwohnern (2024) die sechstgrößte Stadt der Ukraine. Die Großstadt liegt am Dnepr 70 km südlich der Stadt Dnipro.
Saporischschja ist ein wichtiger Verkehrsknoten, ein Industriezentrum sowie kultureller Mittelpunkt mit Hochschulen, Theater und Museen. In der Stadt befinden sich viele Sehenswürdigkeiten wie die Insel Chortyzja. Im Zeitraum 2017 bis 2018 erstellte die Stadtregierung mit Unterstützung des kanadischen Beratungsinstituts Partnership for Local Economic Development and Democratic Governance die Entwicklungsstrategie 2018, deren Ziele seit 2018 in den Bereichen Ökologie, Wirtschaft, öffentliche Infrastruktur sowie Bildung und Forschung umgesetzt werden.

## Geographie

### Überblick

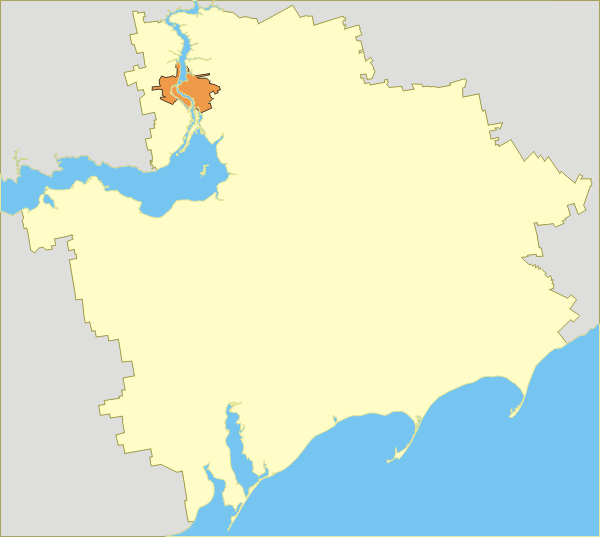
Lage der Stadt (orange) innerhalb der Oblast Saporischschja

Die Stadt befindet sich im Norden der Oblast Saporischschja. Die Entfernung nach Kiew beträgt 444 km Luftlinie, die nach Dnipro 70 km. Südlich der Stadt ist der Dnepr zum 2155 km² großen Kachowkaer Stausee angestaut.
Die Agglomeration der Stadt bilden im Osten beginnend und dem Uhrzeigersinn folgend die Ortschaften im Rajon Saporischschja Nataliwka, Rostuschtsche, Nowooleksandriwka, Balabyne, Rosumiwka, Baburka, Nowoslobidka, Wyssokohirne, Sonjatschne, Wolodymyriwske, Prydniprowske, und die im Rajon Wilnjansk gelegenen Ortschaften Wilnoandrijiwka, Bohatyriwka, Ljuzerna, Matwijiwka und Kamjane, die allesamt mit ihrem Siedlungskern direkt an die bebaute Fläche von Saporischschja angrenzen.

### Stadtgliederung

Karte der Rajone

Das Stadtgebiet von Saporischschja besteht aus 7 Rajonen. Diese sind:
| Nr. | Rajon               | Einwohner (Nov. 2015) |
| --- | ------------------- | --------------------- |
| 1   | Rajon Oleksandriwsk | 068.666               |
| 2   | Rajon Sawod         | 050.750               |
| 3   | Rajon Komuna        | 133.752               |
| 4   | Rajon Dnipro        | 135.934               |
| 5   | Rajon Wosnesseniwka | 101.349               |
| 6   | Rajon Chortyzja     | 115.641               |
| 7   | Rajon Schewtschenko | 151.558               |

## Klima
Es herrscht ein gemäßigtes kontinentales Klima mit milden Wintern (durchschnittliche Temperaturen um den Gefrierpunkt) und warmen (manchmal heißen) Sommern mit Höchsttemperaturen von über 25 °C. Die durchschnittliche Jahrestemperatur beträgt 9,4 °C. Der kälteste Monat ist der Januar mit einer durchschnittlichen Temperatur −3,1 °C, der wärmste Monat ist der Juli mit durchschnittlichen 22,5 °C. Besonders im Juni muss mit viel Niederschlag gerechnet werden.
|                        | Jan  | Feb  | Mär  | Apr  | Mai  | Jun  | Jul  | Aug  | Sep  | Okt  | Nov  | Dez  |   |      |
| Mittl. Temperatur (°C) | −3,1 | −2,9 | 2,2  | 9,9  | 16,2 | 20,1 | 22,5 | 21,8 | 16,1 | 9,4  | 2,5  | −1,8 | ⌀ | 9,5  |
| Mittl. Tagesmax. (°C)  | −0,4 | 0,4  | 6,4  | 15,3 | 21,9 | 25,7 | 28,3 | 27,9 | 21,8 | 14,3 | 5,9  | 0,8  | ⌀ | 14,1 |
| Mittl. Tagesmin. (°C)  | −5,7 | −5,9 | −1,5 | 4,9  | 10,5 | 14,6 | 16,7 | 15,7 | 10,9 | 5,2  | −0,2 | −4,3 | ⌀ | 5,1  |
|                        |      |      |      |      |      |      |      |      |      |      |      |      |   |      |
| Niederschlag (mm)      | 42   | 35   | 36   | 36   | 43   | 62   | 46   | 39   | 36   | 35   | 44   | 44   | Σ | 498  |
|                        |      |      |      |      |      |      |      |      |      |      |      |      |   |      |
| Sonnenstunden (h/d)    | 1,6  | 3,1  | 4,6  | 6,4  | 8,8  | 10   | 10,8 | 9,9  | 8    | 4,9  | 2,3  | 1    | ⌀ | 6    |
|                        |      |      |      |      |      |      |      |      |      |      |      |      |   |      |
| Regentage (d)          | 9    | 8    | 7    | 6    | 7    | 7    | 6    | 5    | 5    | 5    | 9    | 10   | Σ | 84   |
|                        |      |      |      |      |      |      |      |      |      |      |      |      |   |      |
| Luftfeuchtigkeit (%)   | 87   | 84   | 78   | 66   | 62   | 65   | 62   | 59   | 66   | 76   | 86   | 88   | ⌀ | 73,2 |

| −5,7 |

| −5,9 |

| −1,5 |

| 4,9 |

| 10,5 |

| 14,6 |

| 16,7 |

| 15,7 |

| 10,9 |

| 5,2 |

| −0,2 |

| −4,3 |

| −5,7 |

| −5,9 |

| −1,5 |

| 4,9 |

| 10,5 |

| 14,6 |

| 16,7 |

| 15,7 |

| 10,9 |

| 5,2 |

| −0,2 |

| −4,3 |

| N i e d e r s c h l a g | 42  | 35  | 36  | 36  | 43  | 62  | 46  | 39  | 36  | 35  | 44  | 44  |
|                         | Jan | Feb | Mär | Apr | Mai | Jun | Jul | Aug | Sep | Okt | Nov | Dez |

## Bevölkerung

### Statistik

#### Einwohnerentwicklung
Die Einwohnerzahl von Saporischschja ist seit der Ersterfassung 1781 bis zum Jahr 1991 stetig gestiegen, seit 1991 hingegen gesunken. Im Jahr 2015 lag sie bei 762.000 Einwohnern. Die folgende Grafik und eine Tabelle mit allen Einwohnerzahlen veranschaulicht die Entwicklung:

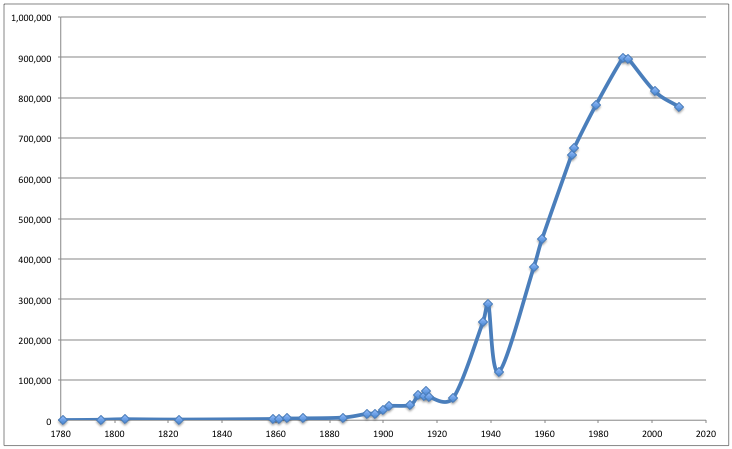
Entwicklung der Bevölkerungszahlen

| Jahr | Einwohner   |      | Jahr    | Einwohner |         | Jahr | Einwohner |
| 1781 | 000000.329  | 1795 | 001.230 | 1804      | 002.500 |      |           |
| 1824 | 000001.716  | 1859 | 003.100 | 1861      | 003.819 |      |           |
| 1864 | 000004.354  | 1870 | 004.601 | 1885      | 006.707 |      |           |
| 1894 | 000016.100  | 1897 | 016.393 | 1900      | 024.196 |      |           |
| 1902 | 000035.000  | 1910 | 038.000 | 1913      | 063.000 |      |           |
| 1915 | rund 60.000 | 1916 | 072.900 | 1917      | 058.517 |      |           |
| 1926 | 000055.744  | 1937 | 243.148 | 1939      | 289.188 |      |           |
| 1943 | 000120.000  | 1956 | 381.000 | 1959      | 449.000 |      |           |
| 1970 | 000658.000  | 1971 | 676.000 | 1979      | 781.000 |      |           |
| 1989 | 000883.909  | 1991 | 896.600 | 2001      | 815.256 |      |           |
| 2010 | 000776.918  | 2017 | 749.000 |           |         |      |           |

#### Ethnien
In Saporischschja sind die meisten Bewohner Ukrainer mit einem Anteil von über 70 % an der Gesamtbevölkerung. Der Bevölkerungsanteil der russischen Bewohner beträgt gut 25 %. An dritter Stelle rangieren die Belarusen mit einem Anteil von 0,67 %. Des Weiteren ergaben sich bei der Volkszählung von 2001 folgende Ergebnisse:
| Herkunft              | Anzahl  | Anteil  |
| --------------------- | ------- | ------- |
| Ukrainer              | 573.000 | 70,28 % |
| Russen                | 207.000 | 25,39 % |
| Belarusen             | 005.500 | 00,67 % |
| Bulgaren              | 003.600 | 00,44 % |
| Jüdische Gemeinschaft | 003.400 | 00,42 % |
| Georgier              | 003.100 | 00,38 % |
| Armenier              | 003.080 | 00,38 % |
| Tataren               | 002.200 | 00,27 % |
| Aserbaidschaner       | 001.200 | 00,15 % |
| Roma                  | 000920  | 00,11 % |
| Polen                 | 000780  | 00,10 % |
| Deutsche              | 000760  | 00,09 % |
| Moldawier             | 000720  | 00,09 % |

### Sprachgebrauch
In Saporischschja ist, wie in der gesamten Ukraine, die Amtssprache ukrainisch, allerdings überwog über einen längeren Zeitraum – zuletzt Anfang der 2000er Jahre systematisch erhoben – in der Stadt Russisch im allgemeinen Sprachgebrauch.

### Religionen

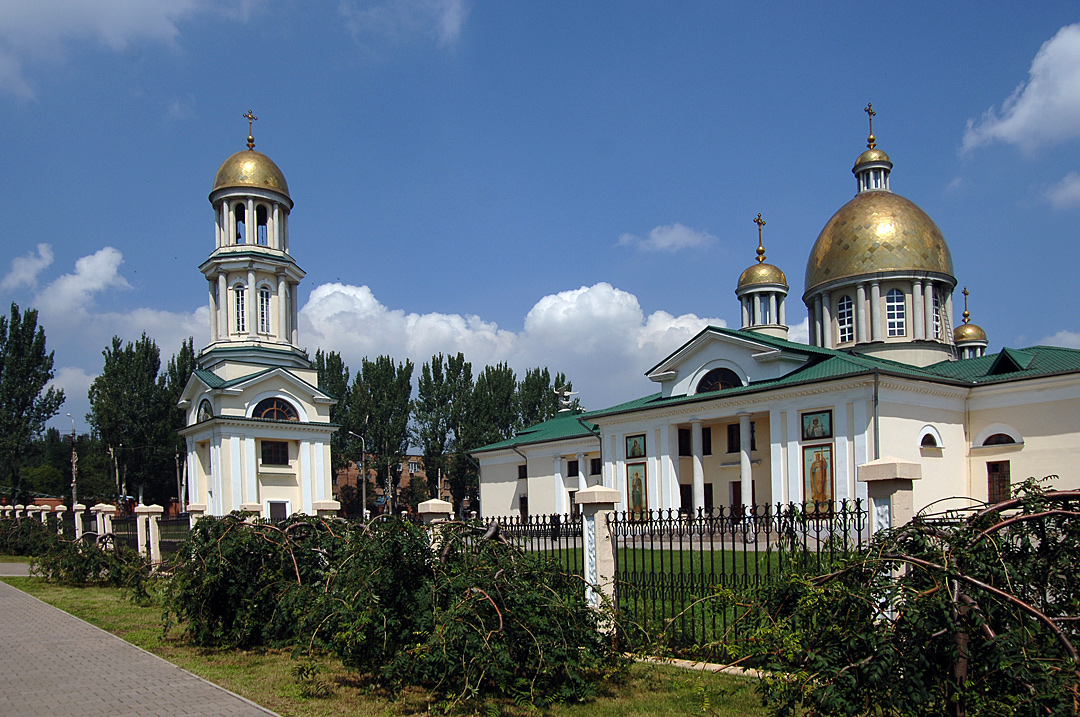
Sankt-Andreas-Kathedrale (Ukrainisch-Orthodoxe Kirche)

Mit Stand vom 11. September 2012 hat die Stadt mehr als 90 religiöse Gemeinschaften, Bewegungen und Richtungen.
Mit insgesamt 51,1 % der Bevölkerung stellen die Gläubigen der unterschiedlichen Teilkirchen der Ukrainisch-Orthodoxen Kirche die größte Gruppe an Gläubigen in Saporischschja. In Saporischschja ist hauptsächlich die Ukrainisch-Orthodoxe Kirche Moskauer Patriarchats vertreten. Große orthodoxe Kirchengebäude sind die Heilige Schutz Kathedrale, die Sankt-Nikolaus-Kirche und die Sankt-Andreas-Kathedrale. 39 % der Gläubigen zählen zu den Protestanten. Zu ihnen gehören unter anderem die Evangeliumschristen-Baptisten (EZB), die Pfingstler (EFC) sowie die Siebenten-Tags-Adventisten (SDA). Die Katholiken der Stadt gehören entweder zur Ukrainischen Griechisch-Katholischen Kirche oder zur Römisch-Katholischen Kirche.
Der Verband des Orthodoxen Judentums teilt sich in sechs Gemeinden. In der Region gibt es fünf muslimische Gemeinden, die Teil der Geistlichen Verwaltung der Muslime in der Ukraine (Duma) sind. Vier Gemeinden sind unabhängig. Außerdem gibt es in Saporischschja eine Niederlassung der vedischen Akademie.

## Geschichte
Aus archäologischen Funden geht hervor, dass sich vor 5000 bis 6000 Jahren an dieser Stelle Niederlassungen von Nomadenstämme befanden, Skythen treten dort erst Mitte des 1. Jahrtausends vor Christus auf.
Die historische Region Saporischschja (russisch Saporoschje), deren Name übersetzt „Land hinter den Stromschnellen [des Dneprs]“ bedeutet, gehörte seit der Antike zum Wilden Feld. Da diese Stromschnellen den Weg flussaufwärts versperrten, mussten Reisende hier vom Wasser- auf den Landweg wechseln – was die umliegenden Nomaden gern nutzten, um sie zu überfallen oder Tribut zu erpressen. So überfielen und erschlugen die Petschenegen 972 in der Nähe den Kiewer Fürsten Swjatoslaw, der von Friedensverhandlungen mit Byzanz zurückkehrte. Wie am Don, an der Wolga und an anderen Flüssen begannen hier ab dem 16. Jahrhundert geflüchtete ostslawische Bauern zu siedeln. Sie nannten sich Kosaken, was freie Menschen bedeutete. Speziell am Dnepr handelte es sich um die Saporoger Kosaken. Sie kämpften gegen Polen-Litauen und die Krimtataren.

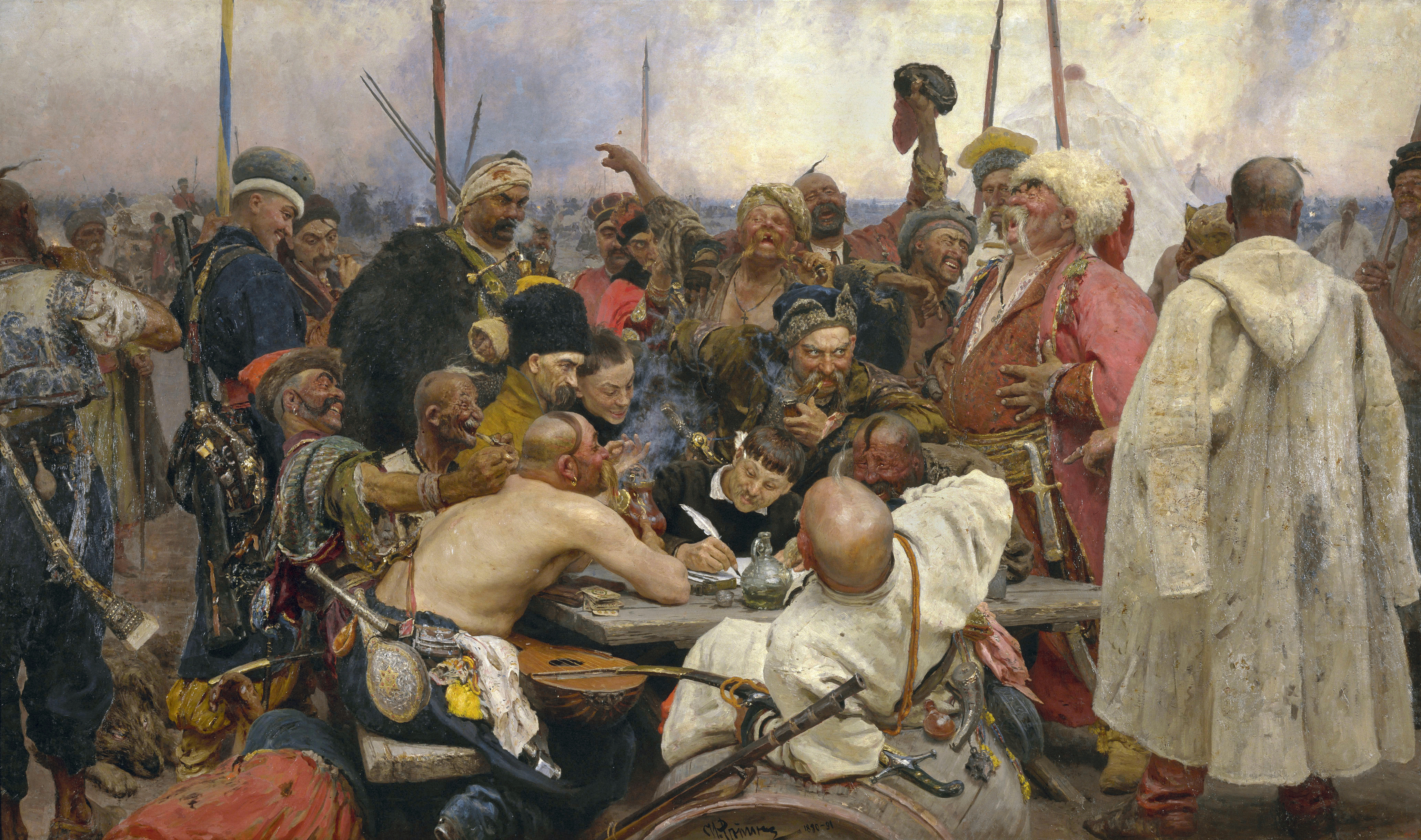
Die Saporoger Kosaken schreiben dem türkischen Sultan einen Brief, Gemälde von Ilja Jefimowitsch Repin, 1880, Russisches Museum St. Petersburg

Auf der kleinen Dneprinsel Mala Chortyzja errichtete 1552 der Ataman Dmytro Wyschnewezkyj eine Sitsch, die heute vielen, trotz anderslautender Forschungsbefunde, als erste Saporoger Sitsch und „Wiege des Saporoger Kosakentums“ gilt. Im Vertrag von Perejaslaw 1654 verbündeten sich die Saporoger Kosaken mit Russland. Im 18. Jahrhundert wurden die Kosaken zu einem privilegierten Militärstand im Russischen Kaiserreich, der an den Landesgrenzen Boden erhielt, dafür aber diese Grenzen militärisch schützen musste. 1770 wurde am Dnepr die Festung Alexandrowskaja errichtet, benannt nach dem russischen Feldmarschall Alexander Golizyn. Aus ihr entstand später die Stadt Alexandrowsk. Im 19. Jahrhundert war die Stadt das administrative Zentrum des Ujesd Alexandrowsk im Gouvernement Jekaterinoslaw. Bis Anfang des 20. Jahrhunderts war Alexandrowsk eine kleine Kreisstadt, die im Jahre 1921 in Saporischschja (russisch Saporoschje) umbenannt wurde.
Ab 1927 errichteten die Sowjets DniproHES (DneproGES), das größte Wasserkraftwerk Europas. Mit dessen Fertigstellung 1932 verschwanden die jahrhundertelang bedeutenden Stromschnellen oberhalb der Stadt unter einem gigantischen Stausee. In den Jahren 1932/33 war die Stadt vom Holodomor, einer riesigen Hungersnot, betroffen, der viele Bewohner der Stadt zum Opfer fielen.
Während des Zweiten Weltkriegs besetzte die deutsche Wehrmacht die Stadt vom 4. Oktober 1941 bis zum 14. Oktober 1943. Während der Besatzung wurden 44.000 Zivilisten und sowjetische Kriegsgefangene getötet. Am Ende und nach dem Krieg war Alexandrowsk Standort des Kriegsgefangenenlagers 100, Saporischschja, für deutsche Kriegsgefangene. Schwer Erkrankte wurden im Kriegsgefangenenhospital 1149 versorgt. Auf verschiedenen Friedhöfen für Kriegsgefangene sind über 35.000 Tote in Einzel- oder Massengräbern beigesetzt.
Im Jahr 1985 nahm die Ukrainische SSR das Kernkraftwerk Saporischschja 55 km südwestlich der Stadt in Betrieb, das größte Kernkraftwerk Europas. Nach dem Zerfall der Sowjetunion wurde Saporischschja 1991 Teil der heutigen unabhängigen Ukraine.
Während des russischen Überfalls auf die Ukraine 2022 wurde in Saporischschja ein Sammelplatz für Flüchtlinge aus den umkämpften oder von Russland kontrollierten Gebieten eingerichtet. Im September 2022 wurden bei einem Raketenangriff, für den sich die Ukraine und Russland gegenseitig verantwortlich machten, mindestens 30 Zivilisten getötet.

## Regierung und Politik

### Überblick

Stadtflagge

Saporischschja ist eine kreisfreie Stadt und gleichzeitig das Oblastzentrum der Oblast Saporischschja. Dabei unterscheidet man zwischen der Regierung für die Oblast und der Regierung für die Stadt.

### Kommunalverwaltung

#### Städtische Regierung

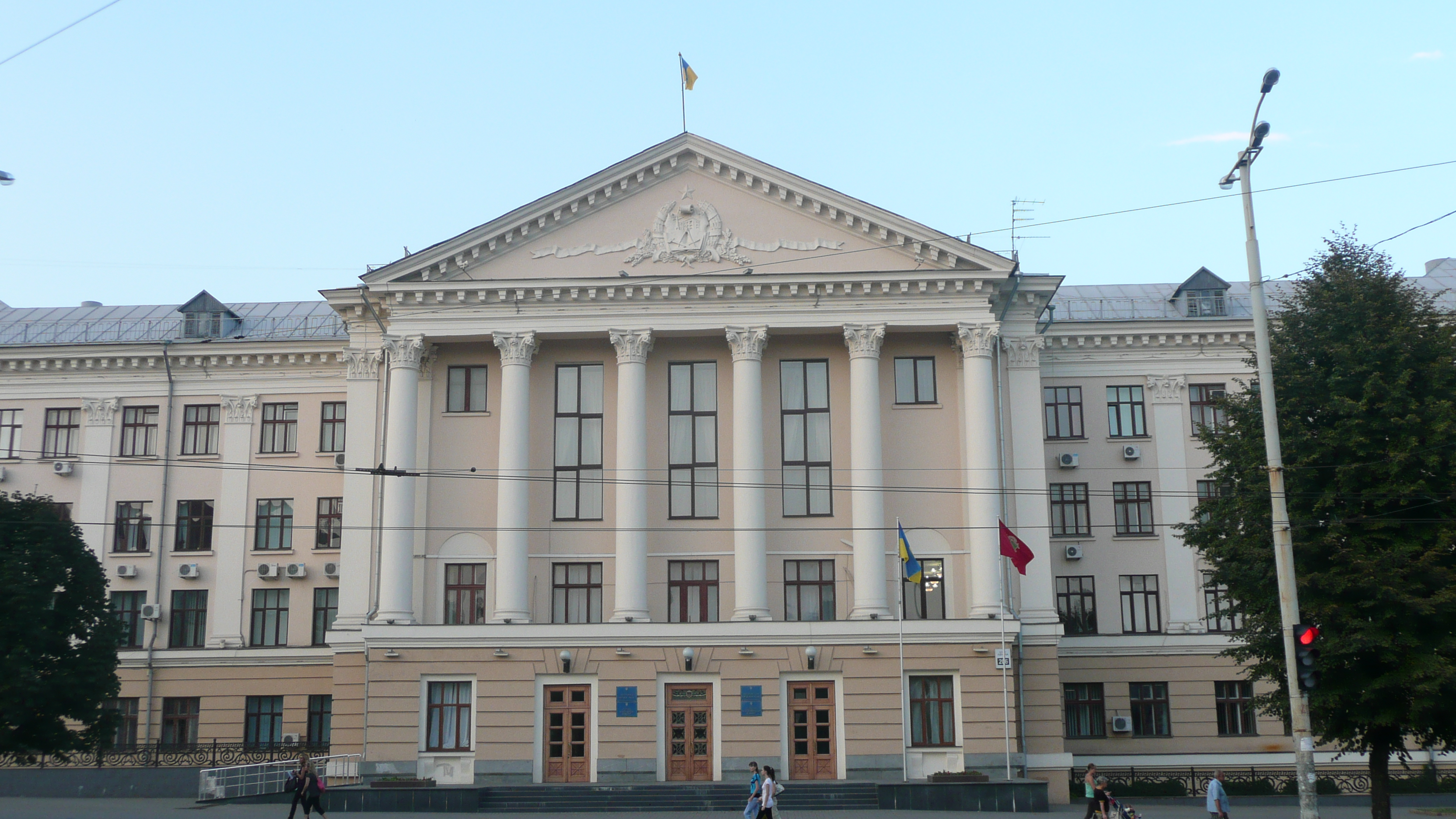
Rathaus

Behörden und Beamte in der Stadt sind der:
- Stadtrat: Er ist die gesetzgebende Körperschaft und wird von der Bevölkerung für fünf Jahre gewählt.
- Bürgermeister: Er ist der höchste Beamte.
 Die Einwohner der Stadt wählen den Bürgermeister in einer direkten, allgemeinen, freien und geheimen Wahl für eine Amtszeit von fünf Jahren. Nach seiner Wahl oder Wiederwahl legt er den Eid auf die Tagung des Stadtrates ab.[34]

Nach der Bürgermeisterwahl vom Oktober 2015 wurde Wolodymyr Viktorowitsch Burjak (parteilos) offizieller erster Bürgermeister der Stadt Saporischschja.
- 7 Bezirksverwaltungen
 Ihre Arbeit konzentriert sich hauptsächlich auf den jeweiligen Rajon.

#### Regierung der Oblast
In Saporischschja befinden sich auch die gesetzgebenden und gerichtlichen Einrichtungen der Oblast Saporischschja. Dies ist z. B. der Regionalrat der Oblast Saporischschja (ukrainisch Запорізька обласна рада).

### Politische Parteien und Stadtrat
Mit Stand vom 1. Februar 2010 gab es in der Stadt 105 lokale Organisationen, die den verschiedenen Parteien angehören.
Die Zusammensetzung des Stadtrates im Jahr 2014 war wie folgt:
| Partei                    | Sitze |
| ------------------------- | ----- |
| Fraktion Samopomitsch     | 06    |
| Fraktion Vaterland-Partei | 06    |
| Fraktion UKROP            | 09    |
| Fraktion „Neue Politik“   | 08    |
| Fraktion Solidarnost      | 07    |
| Fraktion „Unsere Region“  | 06    |
| Fraktion Oppositionsblock | 20    |
| fraktionslos              | 01    |

### Städtepartnerschaften

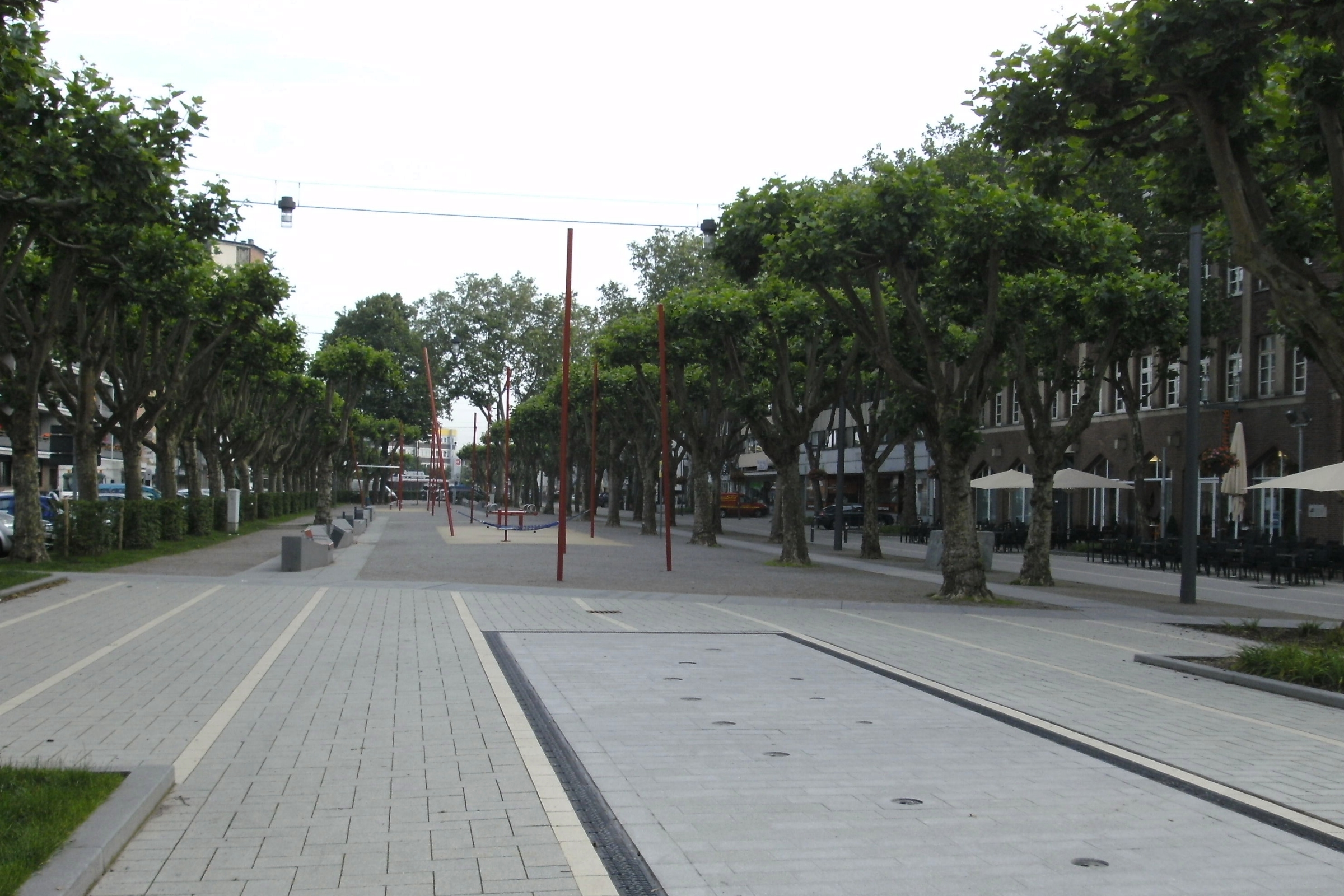
Saporoshje-Platz in Oberhausen

Die Stadt Saporischschja unterhält eine Städtepartnerschaft mit acht Städten:
- Lahti, Finnland, seit 21. Februar 1953
- Belfort, Frankreich, seit 2. Juli 1967
- Birmingham, Vereinigtes Königreich, seit 20. Juni 1973
- Linz, Österreich, seit 6. Mai 1983. Hier gibt es deshalb auch eine Saporoshjestraße.
- Oberhausen, Deutschland, seit 20. Mai 1986. Hier finden jährlich Jugendbegegnungen der Stadt Oberhausen statt. Viele Schulen unterhalten ständig Kontakt zu Schulen in Saporischschja. Des Weiteren gibt es einen Platz mit dem Namen Saporoshje-Platz, auf dem auch ein Schild mit der Entfernung steht (3856 km).
- Yichang, Volksrepublik China, seit 16. Oktober 1997
- Nowokusnezk, Russland
- Magdeburg, Deutschland, seit 29. Mai 2008
- Steinbach, Kanada, seit 2018

## Sehenswürdigkeiten (Auswahl)

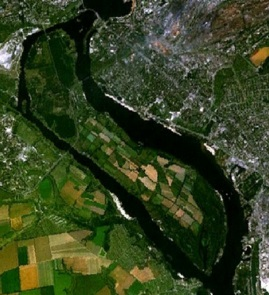
Insel Chortyzja aus dem All gesehen

- Zahlreiche Parks, Grünanlagen, Obstgärten, Grünalleen und Blumenrabatten, die sich an den breiten Straßen entlangziehen.
- Die Insel Chortyzja ist ein Erholungsort der Einwohner. 1993 erhielt sie den Status eines Nationalen Sapowednik, welcher die einzigartige Natur der Insel sowie eine große Anzahl von Geschichtsdenkmälern unter besonderen Schutz stellt. Im Norden der Insel befindet sich das Museum der Geschichte des Saporoger Kosakentums, etwas südlich davon wurde ein Freilichtmuseum errichtet, das eine Kosakensitsch nachstellt. Berühmt ist auch das Pferde- und Reittheater im Süden der Insel, wo Artisten in kosakischer Tracht ihre Kunststücke auf und unter Pferden präsentieren.
- Durch die Innenstadt verläuft der Sobornyj-Prospekt, der ehemalige Lenin-Prospekt, welcher mit einer Länge von 12 Kilometern die längste innerstädtische Straße Europas darstellt und von Gebäuden im Stil des Sozialistischen Klassizismus gesäumt ist. An seinem Beginn befand sich das größte Lenindenkmal der Ukraine, das im Zuge der Dekommunisierung in der Ukraine Anfang 2016 demontiert wurde. Von hier aus hat man einen Blick auf eine weitere Sehenswürdigkeit, die Dnepr-Staumauer DniproHES. Sie erstreckt sich über eine Länge von 760 Meter und hat eine Höhe von 60 Meter.[40]
- zahlreiche Kirchengebäude wie die St. Andreas-Kathedrale, die Heilige Schutz Kathedrale (ukrainisch-orthodoxe Kirchen) oder die Deutsche evangelisch-lutherische Kirche[41] oder die
- Dnjepr-Brücken wie die Bogenbrücke von Saporischschja, die Preobrashenskij Brücke aus dem Jahr 1952[42] oder eine Dnepr-Brücke aus dem Jahr 1910.[43]

## Sport

### Überblick
2006 gab es in Saporischschja rund 35 Kinder- und Jugendsportschulen, in denen elftausend Kinder trainierten. Viele unterschiedliche Sportangebote, beispielsweise Kickboxen, griechisch-römisches Ringen, Gymnastik, Volleyball, Fußball, Handball und Basketball sind vorhanden.
Die Stadt besitzt und unterhält etliche Sportanlagen wie eine Leichtathletik-Arena, verschiedene Schwimmbäder, Sportplätze mit Kunstrasen, den Jugend-Sportpalast, ein modernes Fußballstadion (Slawutytsch-Arena). Auch viele Universitäten und Unternehmen haben ihre eigenen Sportstätten.

### Fußball

Logo der Metalurh Saporischschja

Der Fußballverein Metalurh Saporischschja spielte bis zum Jahr 2011 in der Ukrainischen Premjer-Liha und qualifizierte sich in der Saison 2002–2003 und 2006–2007 für die Europa League, wodurch der Verein auch international bekannt wurde.
Seit dem Krieg in der Ukraine spielt der Fußballverein Sorja Luhansk in Saporischschja.

### Handball
Saporischschja besitzt die meisten Handball-Einrichtungen des Landes und wird deshalb auch sehr oft als die „Handball-Hauptstadt der Ukraine“ bezeichnet. Bis jetzt wurden fünf Sportverein-Vertreter oder -Vorstände Olympiasieger.
In der Stadt gibt es zahlreiche Handballvereine, unter anderem den Verein „ZTR“ oder den Verein „Motor-ZNTU-ZAS“.

## Wirtschaft

### Industrie
Nach dem Ende des Bürgerkrieges (1918–1921) begann eine intensive industrielle Entwicklung. Entscheidend trug dazu der Bau des Wasserkraftwerks am Dnepr bei, das am 1. Mai 1932 vollendet wurde und damals eines der größten Europas war. Es wurde nach Kriegszerstörungen 1947 wieder aufgebaut.
Das Vorhandensein kostengünstiger Energie und die Nähe der Lagerstätten von Kohle, Eisenerz und Mangan bedeuteten günstige Voraussetzungen für die Anlage von Großbetrieben der Eisen- und Nichteisenmetallurgie und des Maschinenbaus. Größtes Unternehmen ist die seit den 1920er Jahren tätige und seit den 1960er Jahren PKWs produzierende Saporisky Awtomobilebudiwny Sawod (ZAZ beziehungsweise SAS), die vor allem durch PKWs der Marke Saporoshez bekannt geworden ist.
Heute ist Saporischschja ein wichtiges Industriezentrum der Region mit Unternehmen der Schwerindustrie (besonders Metallurgie), der Aluminium- und chemischen Industrie. In der Stadt werden unter anderem Flugzeugmotoren, Landmaschinen und Motorfahrzeuge (ZAZ) hergestellt. Der Hafen von Saporischschja ist Umschlagplatz für Güter aus dem gesamten Donezbecken.
Die Saporischschja Fabrik für Nichteisenmetalle (ZFNM; ukr.: ZZCM),  Teil der Holding Electro Cable Group stellt Elektrokabel aus Kupfer und Alu her und hat 700 Mitarbeiter.

### Energie

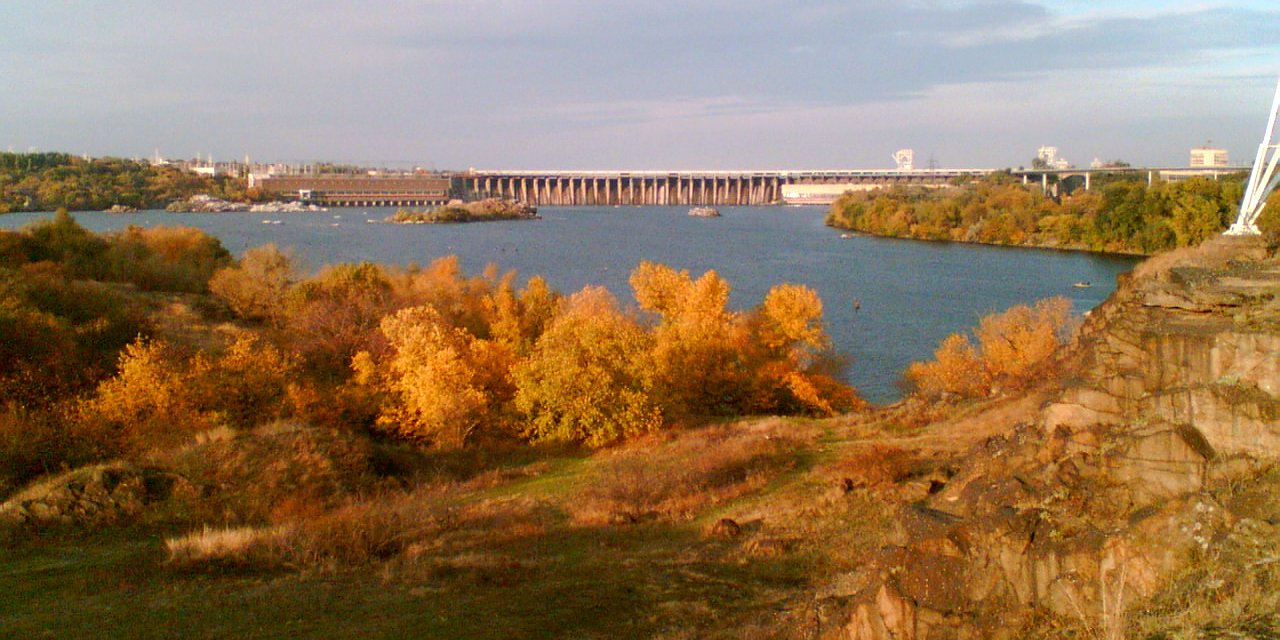
Wasserkraftwerk

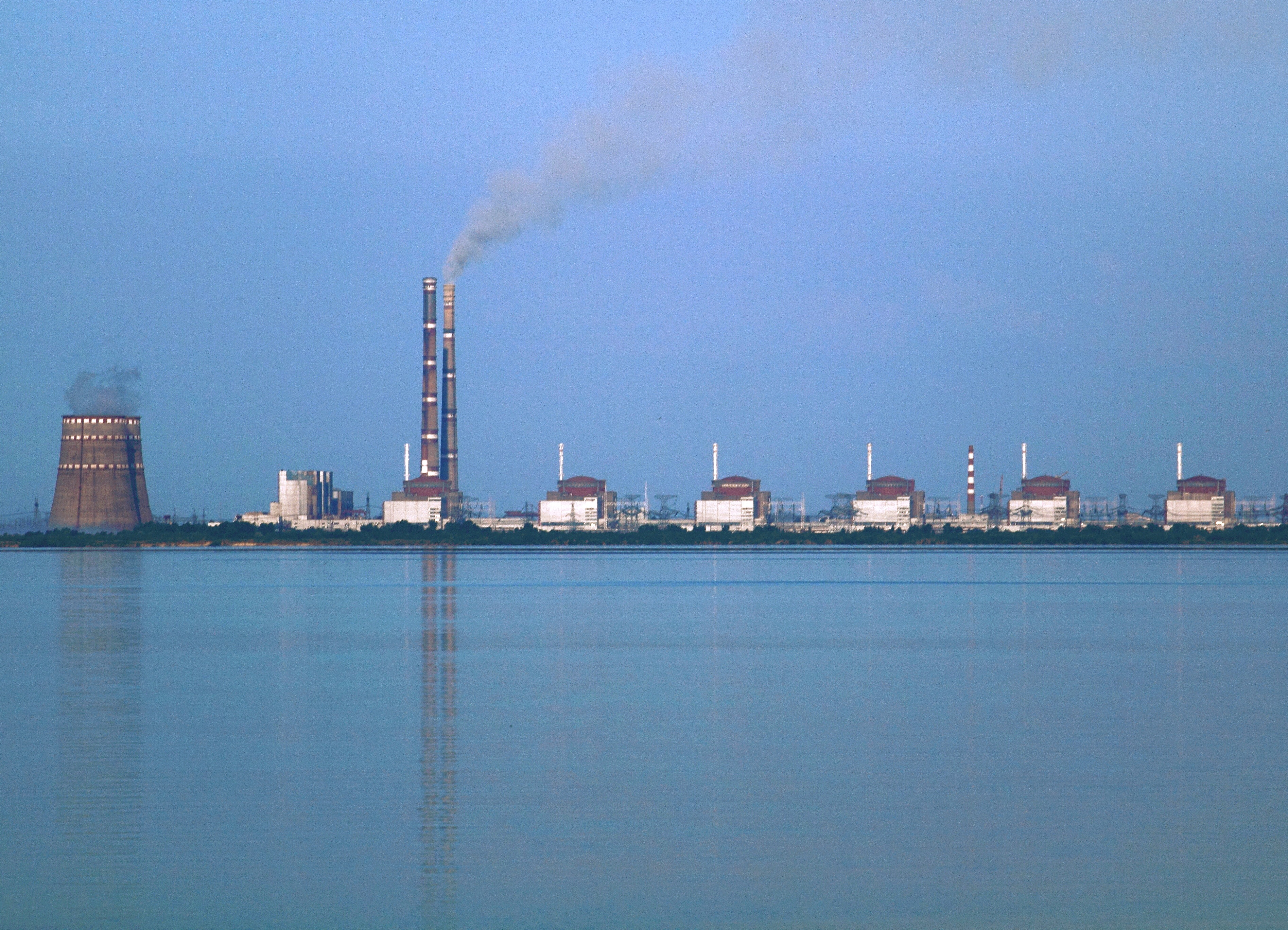
Die sechs Reaktoren des Kernkraftwerks Saporischschja nahe Enerhodar, links dahinter Schornsteine und Kesselhäuser des Wärmekraftwerks Saporischschja

Bei Saporischschja befand sich bis 2024 das größte zentrale Wasserkraftwerk (hydroelektrische Station) der Ukraine auf dem Fluss Dnepr, das DneproGES 2. Erbaut wurde die ursprünglich als DneproGES oder Dnjeprostroj bezeichnete Talsperre von 1927 bis 1932 bei der Stadt Saporischschja, wo der Dnepr oberhalb der Insel Chortitza in früherer Zeit für seine Stromschnellen und Felsen im Wasser bekannt war. Von diesem Ort leitet sich der heutige Stadtnamen ab: Saporischschja heißt „Hinter den Stromschnellen“ (sa: „hinter“, poríh: „Schwelle (im Wasser), Stromschnelle“). DneproGES ging 1932 in Betrieb und erreichte bis 1939 ihre geplante Produktionskapazität.

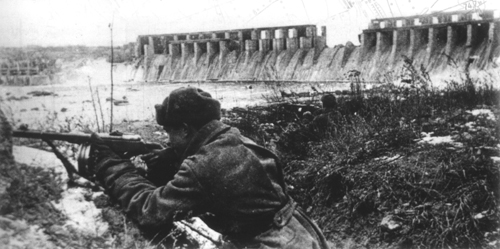
Ein Soldat der Roten Armee beim Staudamm (1943?)

Am 18. August 1941, zwei Monate nach dem Beginn des deutschen Überfalls auf die Sowjetunion, erreichten Teile der 1. Panzerarmee der Wehrmacht Außenbezirke von Saporischschja am Westufer des Dnepr und eroberten die Insel Chortitza. Die Rote Armee sprengte am 18. August 1941 um 16:00 Uhr ein 120 m × 10 m großes Loch in die Staumauer und verursachte so eine Flutwelle, die von Saporischschja bis nach Nikopol fegte und Anwohner sowie Soldaten beider Seiten tötete, 20.000 bis 100.000 Menschen starben. Die Rote Armee hielt das östliche Flussufer 45 Tage lang. In dieser Zeit wurden schwere Maschinen abgebaut, verpackt und mit 9.600 Eisenbahnwaggons nach Sibirien gebracht.
Die deutschen Truppen nahmen Alexandrowsk am 3. Oktober 1941 ein.
Nachdem die Rote Armee die Stadt 1944 befreit hatte, ließ die neue Verwaltung das Wasserkraftwerk bis 1950 als DneproGES wieder aufbauen, 1969 bis 1980 erfolgte eine Erweiterung und Vergrößerung: Der Staudamm wurde erhöht und eine vierspurige Straße auf der Staumauer eingerichtet. Am linken Ufer entstand ein weiterer Stauraum, der als Dnjeprostroj-3 bezeichnet wird.
Das Kraftwerk hat eine elektrische Leistung von 1500 Megawatt und beliefert(e) die Industriegebiete von Dnipro, Krywyj Rih und Saporischschja. Der Dnepr ist auf einer Länge von etwa 65 Kilometern (von Saporischschja bis nach Dnipro) aufgestaut.
Der vom Kraftwerk erzeugte Strom wird/wurde zum Teil über eine Freileitungskreuzung über den östlichen Arm des Dnepr abgeführt, die auf zwei markanten Portalmasten, dem Masttripel von Saporischschja verlegt ist.
Nicht weit von Saporischschja begann der Kachowkaer Stausee; seiner gewaltigen Ausmaße wegen nennt ihn die Bevölkerung auch einfach Das Meer. Die Auffüllung des 240 km langen Beckens, das den Anbau von Wein, Obst und selbst Reis in der Region möglich macht, dauerte zwei Jahre.
70 km flussabwärts befindet sich in Enerhodar das Kernkraftwerk Saporischschja. Es hat sechs Druckwasserreaktoren und ist das größte Kernkraftwerk Europas.
Die Staumauer sowie das Wasserkraftwerk Kachowka wurden am 6. Juni 2023 während des russisch-ukrainischen Kriegs zerstört, der Stausee ist dadurch entleert (Stand März 2025).
Ohne diesem Stausee mangelt es dem nahen Kernkraftwerk Saporischschja an Kühlwasser und Stromversorgung. Es ist seit April 2024 vollständig kaltabgeschaltet.

### Medien

#### Fernsehen
In Saporischschja befinden sich folgende lokale Fernsehkanäle: Saporischschja, TRC Alex (besteht aus den Kanälen Alex und ATV), ZNTRK TV-5 (die beiden Kanäle, TV-5 und TV-5 Sport), MTM und TV Gold. Nach der Höhe der Fernsehquoten liegt der Kanal 1+1 vor dem Kanal Inter. Auf dem Grundstück des Radiosenders The Great Meadow arbeitet der Fernsehkanal 5, welcher für Nachrichten in der Ukraine zuständig ist. Die Basis dient allerdings nur für Nachrichten innerhalb Saporischschjas.

#### Radio
In Saporischschja senden mehr als ein Dutzend FM-Radio-Sender, zu denen Nostalgia, The Great Meadow, Zaporizhzhya gehören.

#### Zeitungen
Im Jahr 2005 wurden in der Region von Saporischschja mehr als 185 verschiedene Zeitungen veröffentlicht, die eine Gesamtauflage von 1,5 Millionen Exemplaren besitzen. Das regionale Zentrum produziert mehr als 20 verschiedene Zeitungen und Zeitschriften. Unter anderem gehören dazu: Das industrielle Saporischschja, Moment, Mrija, tasche, Priwos, Samstag plus, blau.

## Gesundheitswesen

### Kliniken und Mediziner

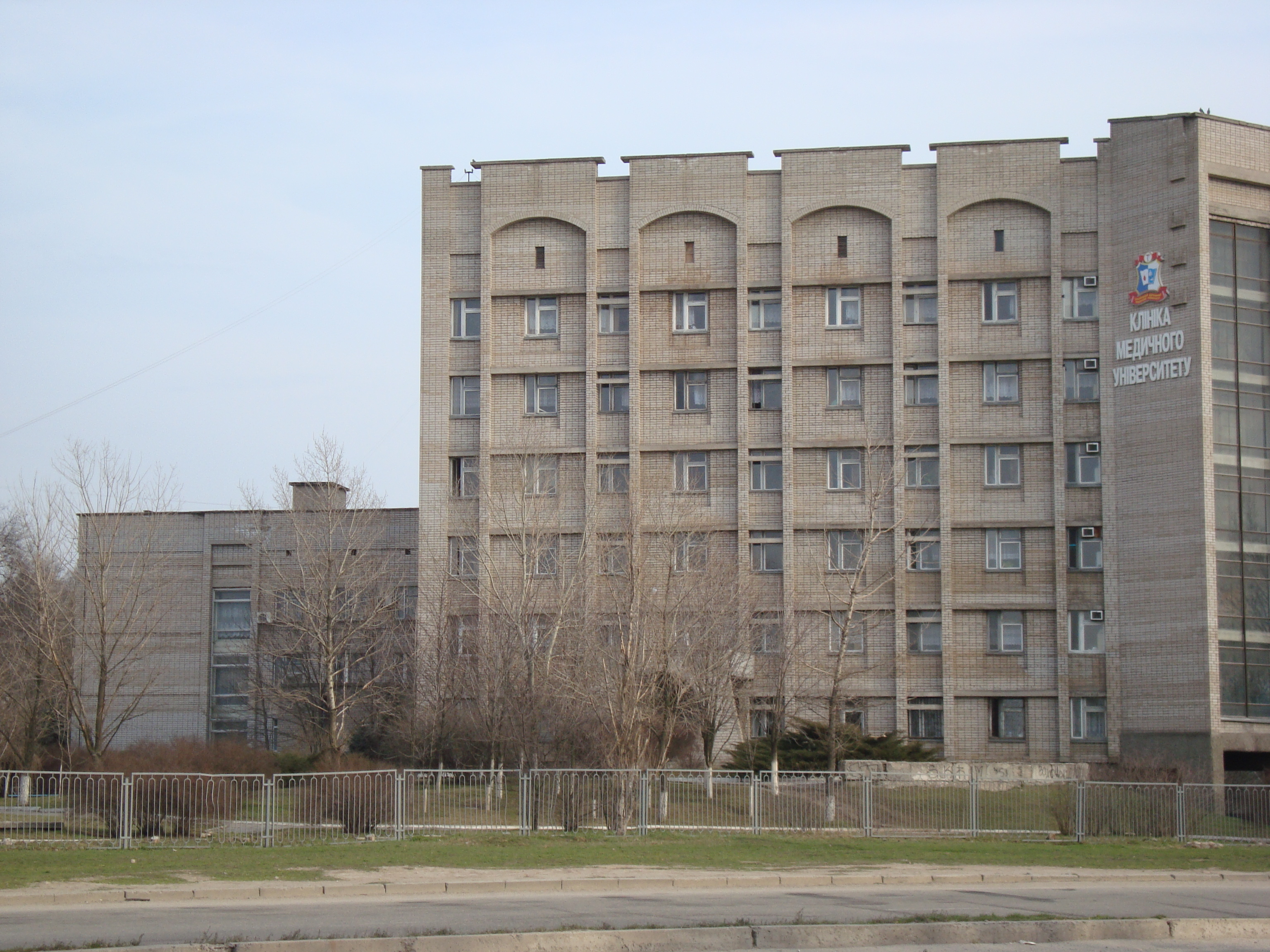
Klinik der medizinischen Universität Saporischschja

Im Jahr 2011 bestand das Netz von Krankenhäusern in Saporischschja aus 33 kommunalen und staatlichen Gesundheitseinrichtungen, die eine Einrichtung der Primar- und Sekundarstufe des Gesundheitswesens hatten. Von diesen Einrichtungen waren 17 Krankenhäuser, darunter neun allgemeine Krankenhäuser, zwei Kinderkliniken, fünf Geburtskliniken und ein Krankenhaus, das sich als Rettungsdienst und Krankentransport bezeichnet. Der wirkliche Unterschied zwischen einem Krankenhaus und einem allgemeinen Krankenhaus ist nicht besonders groß. Normale Krankenhäuser spezialisieren sich mehr auf eine oder mehrere Erkrankungen, allgemeine kümmern sich eher um die Allgemeinmedizin.
Am 1. Januar 2011 gab es in der Stadt insgesamt 4240 Krankenhausbetten. Auf 10.000 Einwohner gerechnet beträgt die Rate der Krankenhausbetten somit 54,3.
Ein Hauptproblem der Stadt ist der medizinische Fachpersonalmangel, vor allem bei Hausärzten, Kinderärzten, Radiologen, Laboranten etc. Allein sie zusammen machen schon 50–60 % der gesamten medizinischen Versorgung aus. Auch bedarf es der Verbesserung der materiellen und technischen Einrichtungen, insbesondere in der Notfallversorgung und im ambulanten Bereich.
Die Gesundheitsausgaben betrugen 2010 406,5 Millionen Griwna. Die Ausgaben reichten allerdings nicht für eine vollständige medizinische Versorgung aus.

### Friedhöfe
In Saporischschja ist das Unternehmen „Ritual“ für die Pflege und Erhaltung der Friedhöfe zuständig. In der Stadt funktionieren momentan 10 Friedhöfe, und damit fast einen Friedhof in jedem Bezirk der Stadt. Aktuell wird auch über den Bau eines Krematoriums diskutiert.

## Verkehr

### Überblick
Saporischschja besitzt ein modernes Verkehrsnetz von S-Bahn-ähnlichen Zügen, der allgemeinen Eisenbahn, der Luftfahrt, der Binnenschifffahrt, des Straßennetzes sowie des öffentlichen Personennahverkehrs.

### Schienenverkehr

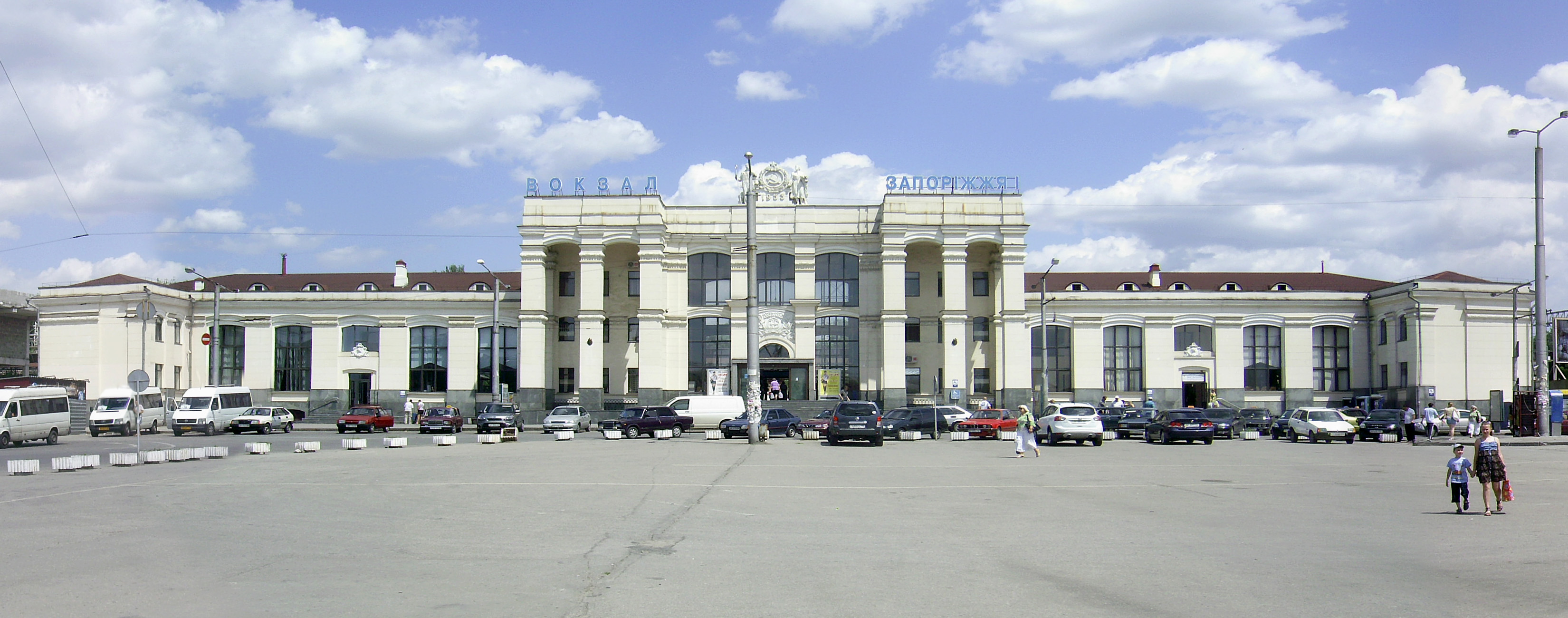
Hauptbahnhof (Saporischschja-1)

Saporischschja bildet den Schnittpunkt der Eisenbahnstrecken Charkiw–Saporischschja und Simferopol–Krywyj Rih. Der Hauptbahnhof der Stadt heißt Saporischschja-1 (Запоріжжя-1). Außerdem gibt es einen weiteren, weniger bedeutenden Bahnhof, Saporischschja-2. Die Stadt ist mehrmals täglich mit Kiew verbunden. Andere Städte wie Dnipro, Melitopol oder Lemberg werden ebenfalls von hier aus angefahren. Die regionale Eisenbahngesellschaft in der Region ist die Prydniprowska Salisnyzja.

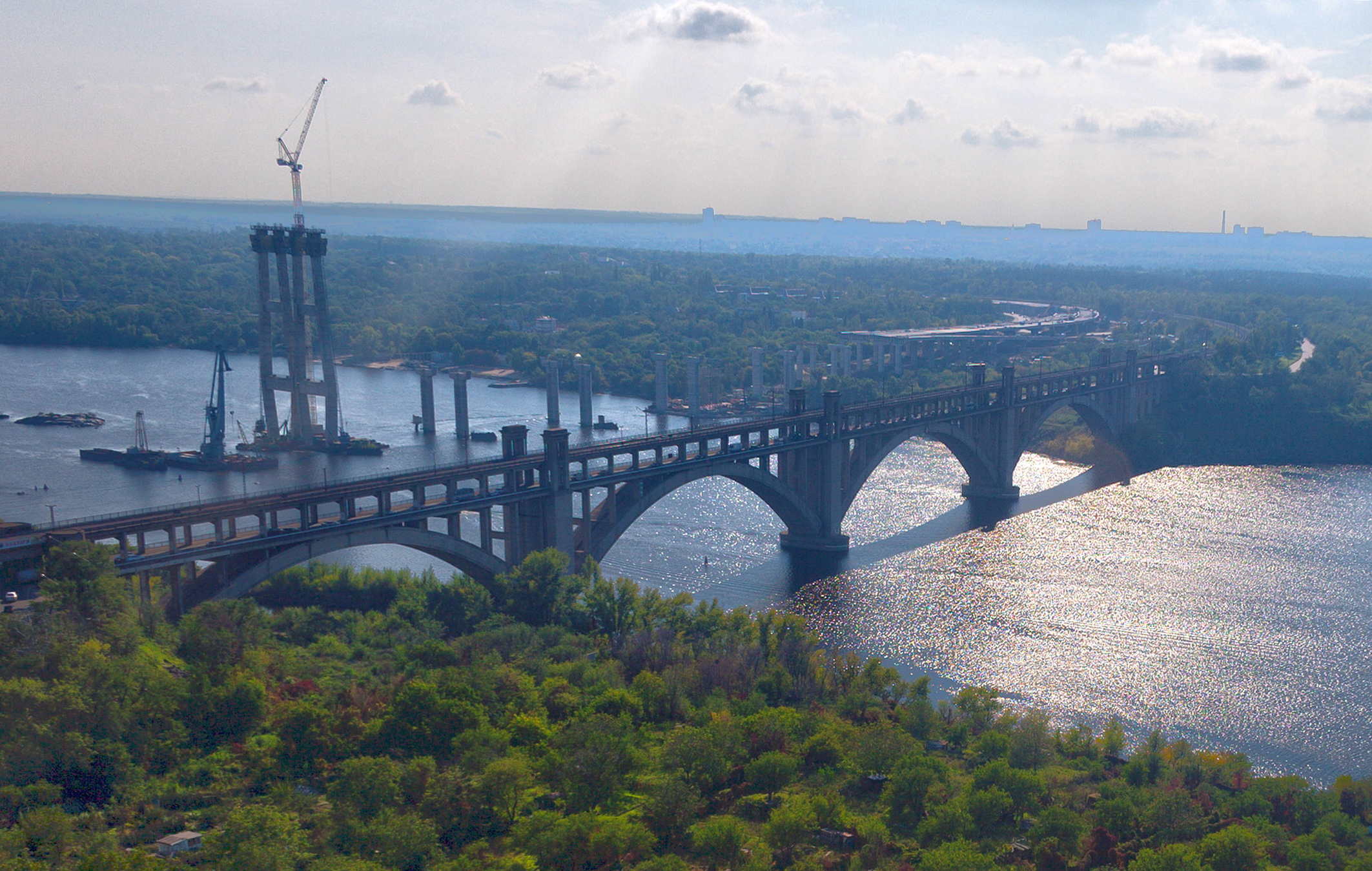
Bau einer Dneprbrücke in Saporischschja

Außerdem ist Saporischschja für seine Kindereisenbahn bekannt, die mit einer Länge von 9,4 km die zweitgrößte der ehemaligen Sowjetunion war.

### Straßenverkehr
Saporischschja ist mit den Fernstraßen M 18, N 08 und N 23 sowie der Territorialstraße T–08–06 an das ukrainische Straßennetz angebunden.
Ein großes Problem in der Stadt stellen die Verbindungen des Straßenverkehrs über den Dnepr dar. Häufig kommt es hier zu Behinderungen. Die Intensität des Verkehrs durch Brücken- oder Flussverbindungen überschreiten ihre Kapazität um das 3,7fache. 2004 begann man mit dem Bau neuer Brücken, die parallel zu den alten Preobraschenski-Brücken verlaufen sollen, um Staus vermeiden und die nötige Kapazität darbringen zu können.
Vom Busbahnhof aus sind das Stadtgebiet sowie diverse nationale und internationale Ziele erreichbar.

### Luftverkehr
Östlich der Stadt Saporischschja liegt der internationale Flughafen Saporischschja. 2015 wurden hier rund 128.000 Passagiere abgefertigt. Es wurden Flüge nach Moskau, Kiew oder Istanbul angeboten. Mit dem Sommerflugplan 2020 folgte Wien.

### Schiffsverkehr

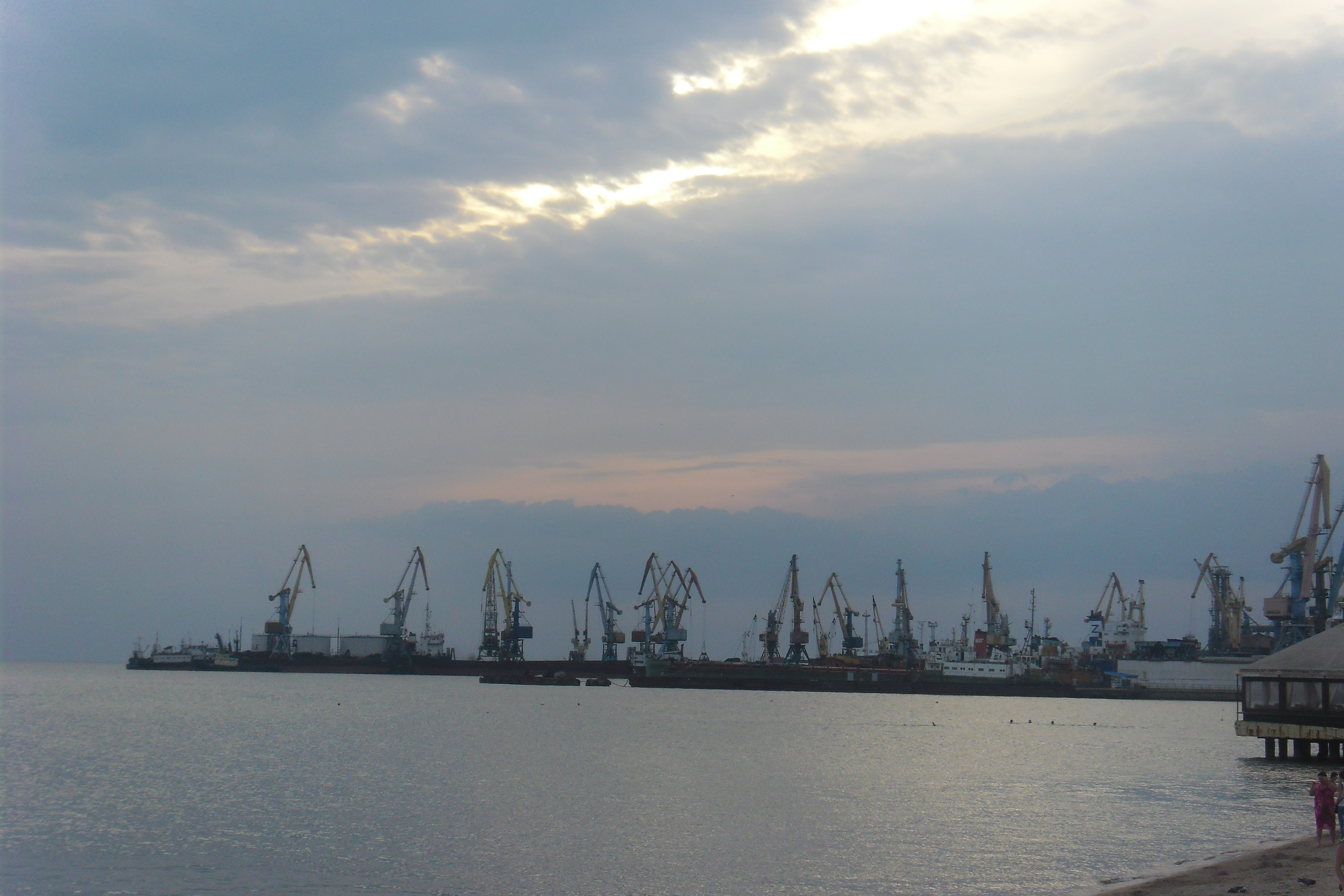
Hafen

Auf einer Länge von mehr als 65 Kilometer erhöht sich der Wasserspiegel des Dnepr durch den Staudamm von Saporischschja bis nach Dnipro. Erst mit der dadurch einsetzenden Überschwemmung der Stromschnellen des Flusses und der Anlage der Schleusen – einer Dreikammerschleuse (je 120 m lang) sowie einer neuen Einkammerschleuse (290 m lang, Hubhöhe 36 m) – wurde der Fluss von Dnipro bis zum Schwarzen Meer, selbst für Hochseeschiffe, schiffbar gemacht.
Der Hafen von Saporischschja ist Umschlagplatz für Güter aus dem gesamten Donezbecken.

### Öffentlicher Personennahverkehr

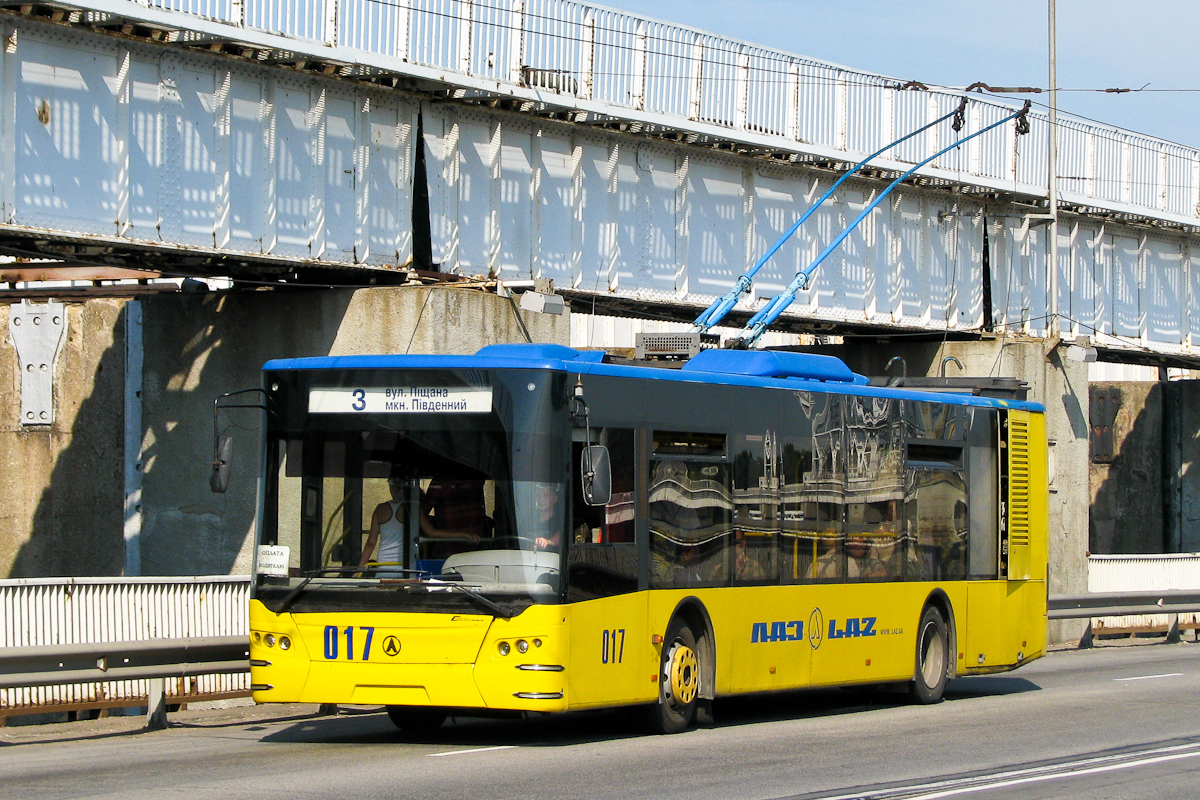
Oberleitungsbus

Der städtische öffentliche Personennahverkehr wird mit der Straßenbahn Saporischschja, durch Oberleitungsbusse (O-Bus), durch öffentliche sowie private Linienbusse und ergänzend mit Taxis durchgeführt.
Insgesamt ist das Straßenbahnnetz, das immer mehr an Bedeutung verliert, mit rund zehn Strecken und das O-Bus-Netz mit rund acht Strecken und 331,3 km vertreten. Die Linienlänge beim Busnetz beträgt durchschnittlich 10 bis 30 km, einige sogar zu 55 km.

## Bildung und Forschung

### Kindereinrichtungen, Schulen
Am Ende des Jahres 2009 gab es in Saporischschja 144 Kindergärten, die von insgesamt 22.900 Kindern besucht wurden. Die Zahl der bestehenden Plätze betrug allerdings nur 17.900 Plätze.
Im Jahr 2008 lernten 64.000 Schüler in der Stadt an öffentlichen Schulen unterschiedlicher Stufen. Insgesamt gab es 274 Bildungseinrichtungen. Allein 120 Bildungseinrichtungen fielen auf die zweite Sekundarstufe. Dazu gehören: 16 Gymnasien, 10 Lyzeen, zwei Kollegien sowie weitere 30 Bildungseinrichtungen der Sekundarstufe 2. Obwohl Saporischschja zu den Regionen gehört, wo das Russische am meisten gesprochen wird, wird im normalen Fall in der Ukraine in Schulen nur Ukrainisch gesprochen. Da es allerdings auch Kinder gibt, die nur Russisch aufgezogen werden, gibt es in Saporischschja auch Schulen mit russischer Sprache. Insgesamt 52 % der Schüler sprachen in der Schule Ukrainisch, der Rest Russisch.

### Höhere Bildungsstätten
Das Netz von höheren berufsbildenden Bildungseinrichtungen besteht in der Stadt aus 17 Schulen der I.–IV. Akkreditierung und 16 berufsausbildenden Schulen. Insgesamt studierten etwa 45.000 Studenten.

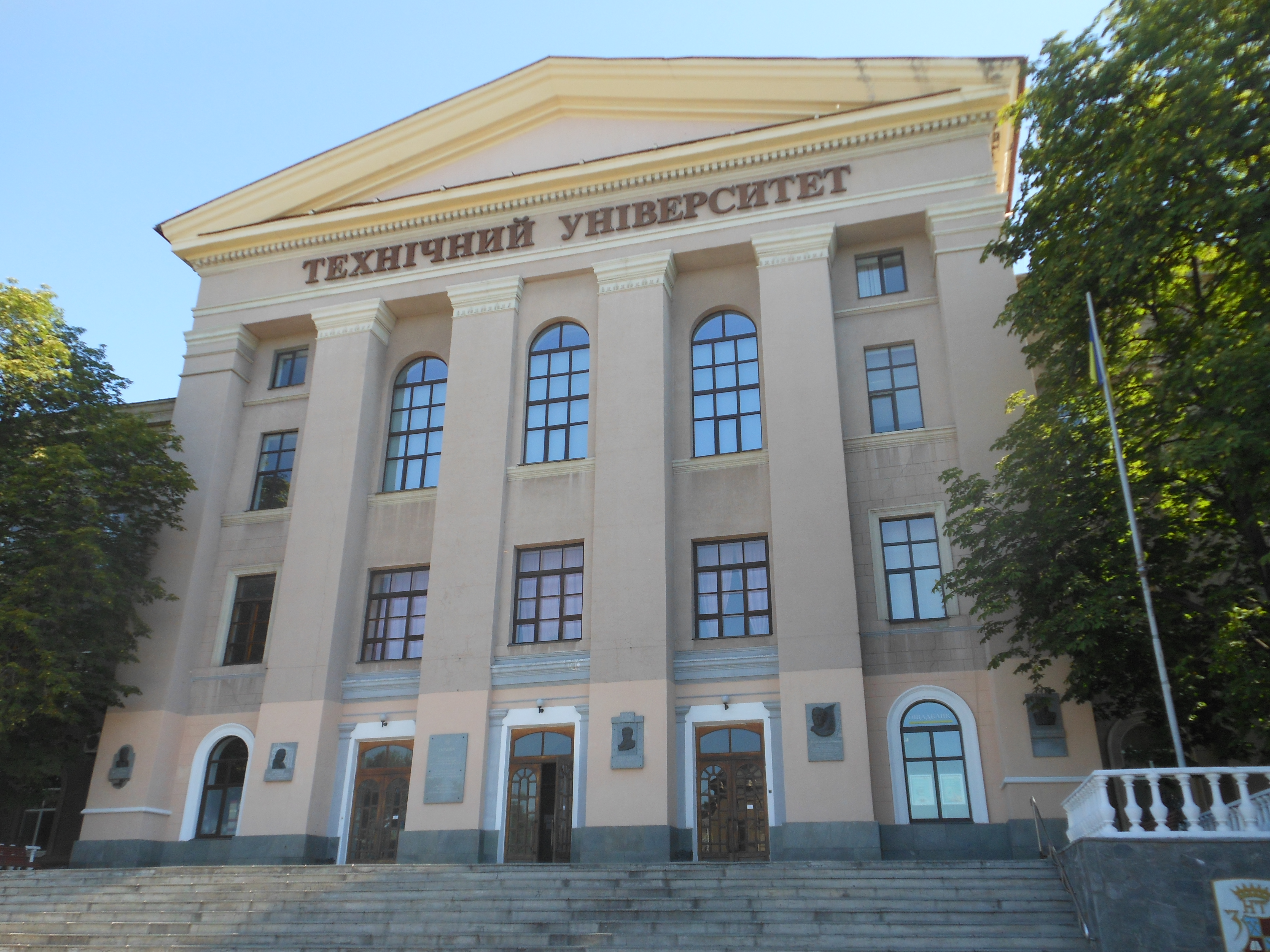
Hauptgebäude der ZNTU

Die wichtigsten Hochschulen in der Stadt sind:
- Saporischschjer Staatliche Ingenieurakademie (ZSEA)
- Saporischschjer Staatliche Medizinische Universität (ZSMU)
- Saporischschjer Institut für Wirtschaft und Informationstechnologie (ZIEIT)
- Saporischschjer Nationale Technische Universität (ZNTU)
- Saporischschjer National University (ZNU)
- Saporischschjer Rechtsinstitut (ZYUI)
- Klassische Private Universität (KPU)

### Wissenschaftszentren
Die wichtigsten Wissenschaftszentren in der Stadt sind das Titanium-Institut, das Institut für Spezialstähle, das Institut für Mechanisierung der Tierhaltung, das Institut für Agrartechnik, das Institut für Gasreinigung, das Transformator-Institut, das Institute of Power Energy und das Design and Technology Institut.

## Sonstiges
Das einzige U-Boot der ukrainischen Marine, die Saporischschja (U-01), ist nach der Stadt benannt.